# Dolný Štál
Dolný Štál es un municipio del distrito de Dunajská Streda en la región de Trnava, Eslovaquia, con una población estimada a final del año 2024 de 1928 habitantes.
Se encuentra ubicado al sur de la región, cerca de los ríos Danubio y Váh, y de la frontera con Hungría y la región de Bratislava.

## Demografía
| Año        | 1994 | 2004    | 2014    | 2024    |
| ---------- | ---- | ------- | ------- | ------- |
| Población  | 1966 | 1942    | 1914    | 1928    |
| Diferencia |      | −1,22 % | −1,44 % | +0,73 % |

| Año        | 2023 | 2024    |
| ---------- | ---- | ------- |
| Población  | 1916 | 1928    |
| Diferencia |      | +0,62 % |